# Хуго Кинерт
Хуго Кинерт (28. јануар 1894, Осијек — 24. септембар 1969, Загреб) је бивши југословенски фудбалски репрезентативац и први селектор репрезентације Хрватске.

## Грађански
Целу своју фудбалску каријеру је провео у загребачком Грађанском, где је играо од 1912. до 1924. и са којим је освојио првенство Југославије 1923. године.

## Репрезентација
За репрезентацију Југославије је одиграо укупно два меча, дебитовао је 2. септембра 1921. против Чехословачке, на мечу који је игран у Прагу, а који се завршио победом Чехословачке од 6:1. Последњи пут је носио дрес репрезентације 28. јуна 1922. против Пољске у Загребу (1:3 за Пољску).

## Селектор
На оснивачкој скупштини фудбалске секције пододбора ХШС-а 22. октобра 1918. Кинтер је изабран за првог селектора репрезентације Хрватске, али није имао прилику ниједанпут саставити репрезентацију, пошто је само пола године од његовог именовања, 1919. у Загребу основан Југословенски ногометни савез који је на место селектора поставио др. Вељка Угринића, чиме је дужност Кинерта престала.